# Рашомон
„Рашомон“, срещан и като „Вратата Рашомон“, (на японски: 羅生門, по Система на Хепбърн: Rashōmon) е японски пълнометражен игрален филм на Акира Куросава от 1950 г.
Произведението бележи първата съвместна работа на сценарния тандем Шинобу Хашимото и Куросава. В кинотворбата взимат участие известни японски актьори, като Тоширо Мифуне, Такаши Шимура, Мачико Кьо и Масаюки Мори.
Сценарият на филма се основава на два разказа на писателя Рюноске Акутагава: „Рашомон“, от където е взето мястото на действието, и „В гъсталака“, който дава персонажите и основния сюжет. Филмовият продукт представлява упорито изследване на истината около един случай на убийство и изнасилване. Чрез различни персонажи, взели участие в престъплението, се разкриват няколкото гледни точки на инцидента – егоистични и противоречащи една от други. По-късно този начин на предаване на киносюжета се нарича „Ефект на Рашомон“ и той става изключително използван в киното. Лентата, освен с оригиналния си сюжет, е известна и с доброто си операторско майсторство, дело на Кадзуо Миягава. По време на снимките на филма Куросава и Миягава правят няколко нововъведения в киното: като например насочват кинокамерата право срещу Слънцето – нещо немислимо дотогава.
Произведението „Рашомон“ отваря вратите на японското кино към света и прави неговия създател световноизвестен режисьор. Лентата предизвиква сензация на фестивала във Венеция през 1951 г., като печели голямата награда „Златен лъв“, а на другата година получава специален „Оскар“ от „Американската филмова академия“ за „чуждоезичен филм“. Рашомон е обявен за един от шедьоврите в киноизкуството.

## Синопсис
Внимание:  Текстът по-долу разкрива сюжета на произведението (или части от него)!

### Завръзка
11 век. Япония. Проливен дъжд. Под градските порти Раджомон седят дърварят и свещеникът. В пороя притичва селянинът и се скрива под сградата. Новодошлият чува двамата отчаяни мъже да си говорят. Приближава се към тях и ги разпитва. Те му споменават за странна история, която са чули и видели в градината на съдилището; човек е убит. Свещеникът споделя, че тази история е по-ужасяваща от всяко бедствие. Може от нея окончателно да загуби вярата си в човека. Дърварят се обръща за помощ към слугата, защото не разбира нито една от трите версии.
Преди три дни дърварят отишъл в гората за дърва. Сред клоните забелязва женска шапка с воал. По-нататък вдига от земята самурайско кепе, парче въже и червен медальон. Накрая в храстите вижда труп. Побягва панически, да съобщи за ужасяващото откритие на стражите. Три дни по-късно дърварят е привикан в съда за показания. Монахът също свидетелства в съда. Преди три дена, следобед, вижда по пътя от Секияма за Ямашина самурай, въоръжен със стрели и лък, който води жена, забулена с було, на кон. След неговите показания стражарите довеждат Таджомару, заловен преди два дни около бреговете на Кацура. Неговият откривател вижда разбойника изхвърлен от откраднатия кон. Около гърчещото му тяло са разпилени лък и 17 стрели – притежания на покойника. Таджомару обиден отвръща, че не е паднал от коня. Същия ден близо до Осака той пие от един отровен извор, от който го заболява стомаха. Когато стражът го открива, болките са вече нетърпими и разбойникът се е сгърчил на земята.

### Версия на разбойника
Таджомару признава, че е убил самурая. Вижда него и съпругата му преди три дни, докато се излежава под едно дърво. Мъжът води жената, седнала на кон и покрита с воал. Внезапен полъх отмята булото на девойката и разбойника вижда лицето ѝ. Таджомару тръгва след пътниците. Изкача зад гърба им и казва на самурая, че в една могила открил купчина саби и огледала; заровил всичко в един гъсталак. Предлага на война да му ги продаде евтино. Разбойникът превежда дълбоко в гората, сред храсти и дървета, самурая. На едно отдалечено място му се нахвърля и го завързва. Обезумял от радост, Таджомару се връща при жената, оставена на един поток. Известно време я гледа отстрани, докато махне шапката си.
Разбойникът излъгва девойката, че на съпруга ѝ му е станало лошо. Жената пребледнява от страх. Това отключва ревността на Таджомару и той завежда съпругата при своя мъж. По пътя тя изпуска воала си. След като вижда вързания си съпруг, жената вади кама и се опитва да убие разбойника. Той е впечатлен от яростта ѝ. Успява да я сграбчи и целуне страстно. Жената пуска ножа и му се отдава. След това моли Таджомару да се изправи на смъртен дуел със съпруга ѝ, защото не може да понесе двама мъже да знаят за срама ѝ. Разбойникът скланя и освобождава самурая. Двамата мъже се впускат в бой със саби. Войнът се бие добре, но е убит от Таджомару. Уплашена, жената избягва по време на боя. Разбойникът взима коня и продава сабята на самурая в близкия град.

### Версия на съпругата
Потърпевшата известно време се крие в храма след инцидента. Полицията я намира там и тя се явява в съда. Нейната история е коренно по-различна от тази на Таджомару.
Жената седи в градината на съдилището, свлечена на земята и ридае. Тя твърди, че след като разбойникът я изнасилил, той гордо се представил и започнал да се подиграва с вързания ѝ съпруг. Изнасилената жена се притичва да помогне на мъжа си, но Таджомару я възпира; отвързва самурая и с лудешки смях ги напуска. Ридаещата съпруга става от земята. Поглежда очите на съпруга си – пълни с ненавист. Тя не издържа и му заповядва да спре да я гледа по този начин. По-добре да я убие. Завира лице в листата на земята. Вдига глава и забелязва ножа, забит отстрани. Подава оръжието на съпруга си и му заповядва да я убие. Мъжът остава бездеен, вперил поглед в жена си. Тя изпада в истерия, приближавайки се и отдалечавайки се от мъжката фигура, с нож в ръка. Ужасената жена припада. Когато се събужда, вижда камата забита в гърдите на мъртвия ѝ съпруг. Шокирана, тя излиза от гората. Осъзнава се на едно езеро в подножието на хълма. Хвърля се в неговите води, но не успява да се самоубие.

### Версия на самурая
Покойният войн, с помощта на медиум, също дава показания пред съда. Жена на средна възраст, носеща съответните одежди и грим, извършва тайнствен ритуал. След него тя проговаря с гласа на мъртвеца. Самураят се намира в отвъдното, потънал в страдания и пълен мрак. Той твърди: след като Таджомару изнасилил съпругата му, се опитал да утеши своята жертва. Разбойникът съветва съкрушената жена, тъй като вече е обезчестена, да напусне съпруга си и да се омъжи за него. Престъпникът се обяснява в любов. Жената вдига глава и се съгласява да тръгне с него. Това не е единственият ѝ грях. Заради многото ѝ прегрешения, сега мъжът ѝ е в ада.
Преди да тръгнат, бегълката неочаквано умолява Таджомару да убие самурая. В противен случай няма да го последва. Дори престъпникът пребледнява от омразата, която таи жената. Той я хвърля на земята и се обръща към вързания мъж. Пита го дали иска да я убие или да я пусне. Жената се изплъзва и побягва. Таджомару се впуска след нея. След около час разбойникът се връща с празни ръце. Освобождава самурая, като му съобщава, че е изпуснал съпругата му. Войнът, останал отново сам, става съкрушен и започва да плаче. Вижда настрани забитата кама. Чрез нея се самоубива.

### Истинска версия
Дърварят след всяка версия твърди, че историята е лъжа. В цялата случка е нямало никаква кама; жертвата е била убита със сабя. Селянинът притиска неспокойния мъж да каже истината, която той е премълчал в съда, за да се измъкне от отговорност.
Откривателят на трупа връща случката от момента когато е намерил шапката на жената. Около 10 метра по-нататък чува женски плач. Промъква се през храстите и от тях вижда вързания самурай, Таджомару и плачещата на земята съпруга. Разбойникът убеждава жената да се ожени за него. Готов е да се откаже от престъпния живот. Може да ѝ осигури охолен живот от стотиците си кражби, а ако не иска мръсните му пари е готов да работи. Тя става и отвързва съпруга си. Оставя мъжете да се вкопчат в смъртен двубой за нея. Самураят отказва да жертва живота си, същото прави и разбойника. Съпругът заповядва на пострадалата да престане с плача си; вече не ѝ помага. Таджомару я защитава – жените са слаби по природа. След тези думи плачът на окаяната жена прераства в истеричен смях. Тя обвинява в слабост двамата мъже – самураят може да убие изнасилвача и после да ѝ заповяда да се самоубие, а известният бандит по никакъв начин не оправдава славата си. Така жената насъсква война и Таджомару да извадят саби и започнат двубоя.
Двамата съперници, потънали в страх, започват фарсов дуел, в който нанасят несигурни удари. Таджомару изпуска меча си и отчаяно избягва ударите на съперника си. Самураят, също лишен от оръжие, се вкопчва в крака на разбойника, докато се опитва да се добере до сабята си. Накрая бандитът докопва меча и след дълго двоумене, пробожда разтреперения си съперник. Таджомару грабва жената, но тя се отскубва от него, ужасена от постъпката му. Той я подгонва с меча. Спъва се и тя избягва в гората. Разбойникът останал сам взима сабята и напуска местопрестъплението.

### Развръзка
Дърварят твърди, че това е истината. Свещеникът вече отчаян до край сравнява този свят с ада, но отказва да загуби вяра в хората. Селянинът се присмива и на двамата; за него светът е пълен с лъжи и безчестия.
Изведнъж тримата души чуват плач. Селянинът намира свряно в ъгъла на портите новородено пеленаче, изоставено в ратайска шапка. Мъжът взима кимоното, в което е увито бебето. Дърварят се опитва го спре. Циничният селянин го уверява, че не само той върши зло, ами родителите изоставили пеленачето… А когато е обвинен, че подобно на разбойника, съпругата и самурая, си намира оправдания да върши безчестия, крадецът се сеща за липсващата ценна кама, инкрустирана с диаманти, за която е говорил Таджомару. Сигурно тя е била открадната и продадена от дърваря?
Селянинът напуска портите, притичвайки в пороя. Двамата останали изчакват да спре дъжда. Дърварят протяга ръка да вземе бебето, но свещеникът не позволява, уплашен че ще вземат и последното останало на горкото дете. Съкрушеният мъж го убеждава, че на главата си има шест деца, още едно няма да му е в тежест. Будисткият свещеник благодари на бедняка; тези думи са възвърнали надеждата му в човешката доброта.
Пороят е спрял и дърварят напуска портата с бебето в ръце.

## Актьори и герои
| Актьор         | Персонаж от филма    | Оригинално име | Кратко описание             |
| -------------- | -------------------- | -------------- | --------------------------- |
| Тоширо Мифуне  | Таджомару            | 多襄丸         | Известен разбойник.         |
| Мачико Кьо     | Масако               | 金沢真砂       | Съпруга на самурая          |
| Масаюки Мори   | Канадзавано Такехиро | 金沢武弘       | Самурай, съпруг на Масако.  |
| Такаши Шимура  | Дървар               | 杣（そま）     | Очевидец на убийството.     |
| Минору Чиаки   | Будистки свещеник    | 旅法師         | Разочарован от хората.      |
| Кичиджиро Уеда | Случаен минувач      | 下人           | Циничен и груб.             |
| Фумико Хонма   | Пророчица            | 巫女           | Говорителка с мъртвите.     |
| Дайсуке Като   | Стражар              | 放免           | Полицай, заловил Таджомару. |

## Създаване на филма

### Сценарий
След завършека на „Скандал“ за „Шочику“, Куросава получава от „Даиеи“ предложение да направи още един филм за тях. Режисьорът се сеща за сценарий, озаглавен „Жената и мъжете“, с който се е запознал преди много време. Произведението е по разказа „В гъсталака“ на Рюноске Акутагава, а негов автор е Шинобу Хашимото – ученик на режисьора Мансаку Итами. По-късно Куросава завързва приятелство с Хашимото и двамата работят заедно в „Да се живее“, „Седемте самураи“, „Хроника на един живот“, „Замъкът на паяците“, „Трима негодници в скритата крепост“, „Да спиш добре като лошите хора“ и „Додескаден“.
Японският кинотворец определя сценария като много добър, но твърде кратък за пълнометражен филм. Куросава решава да прибави още една гледна точка, тази на дърваря, за да се получи нужния материал. По същото време режисьорът се сеща за друг разказ на Акутагава „Рашомон“, който има сходства с предишната творба: двете история се развиват в епохата Хеиан. Куросава свързва двата разказа; от „В гъсталака“ взима случая на убийство и четирите показания на участниците в инцидента (заедно с този на дърваря), а от „Рашомон“ мястото на развитие – портите на главната врата „Раджомон“.
Компанията „Даиеи“ включва филма в плановете си, но сценарият не допада на ръководството. Те считат съдържанието на продукта за неразбираемо, а заглавието за не достатъчно атрактивно. Куросава от своя страна смята, че сюжета е сложен, но сценария е написан във възможно най-просто форма, за да е разбираем от всички в екипа. В деня преди началото на снимките, обаче режисьорът е посетен от тримата асистент-режисьори, назначени от „Деиеи“, които имат оплаквания, че не разбират разбират сценария, и молят автора да им го обясни. Куросава ги съветва да го прочетат още веднъж, но този път внимателно. Мъжете обаче упорстват; прочели продукта многократно и все още е неразбираем за тях. Тогава режисьорът им дава следното обяснение на своята работа:
| „                                  | Човешката природа е такава, че хората не са откровени дори и пред себе си. Още повече пък, когато говорят за себе си – не могат да не послъгват. Героите в сценария са изразители именно на тази свойствена на човека черта – да не може да живее без лъжа. В сценария този човешки грях е разкрит с пределна дълбочина – един от героите премълчава истината за себе си не само в живота, но дори и след смъртта. Подобно на разгъващ се свитък с чудновати картини този филм ще разкрива постепенно същината на себелюбието – порока, който човек носи в себе си от рождение и който е най-неизлечим. | “ |
| Превод от японски: Ружица Угринова | |   |

Двама от асистент-режисьорите се захващат отново с прочитането на сценария, но третият, главният асистент, се ядосва много. Впоследствие Куросава разбира, че не може да се сработи с него и е принуден да поиска напускането му от снимачната площадка.

### Декор на вратата
Докато Куросава чака от „Даиеи“ разрешение за започване на снимките, образът на вратата все повече се развива в съзнанието на твореца. Той предприема пътуване до Киото, за да избере снимки за предстоящия си продукт. Куросава обикаля старата столица и Нара, проучвайки съхранилите се образци на старинната архитектура. В началото режисьорът възнамерява прототип на вратата да е централната порта на храма Тоджи в Киото, после променя решението си към Тенгаимон в Нара, а накрая – като огромните входове на храмовете Нинанджи и Тодаиджи. Тези промени се дължат на сведенията, които Куросава събира от старинни писмени източници и наблюденията на будистките храмове в Нара, които го навеждат на мисълта, че вратата наистина трябва да е внушителна.
Думата „Рашомон“ идва от „раджомон“. Промяната ѝ става при написването на едноименната пиеса от театъра Но от Нобумицу Кандзе. „Джомон“ означава „външна врата на замък“. Вратата от филма представлява някогашната главна порта на Хеиан. През нея минавала основната пътна артерия на Киото, водеща на север към срещуположната врата Шуджакумон. Храмовете Тоджи и Саиджи са били съответно в източната и западната част на столицата. От тези факти творецът стига до извода, че „Раджомон“ е била най-голямата врата от всички в града. Свидетелство за това са огромните керемиди от покрива ѝ – единствените запазени останки от нея.
Когато Куросава представя за първи път графика на снимките в „Даиеи“, казва, че единствения декор във филма ще бъде вратата и част от съда – всичко друго са снимки на открито. Компанията бързо дава съгласието си за започване на снимките. След време един от ръководните служители на „Даиеи“ Мацутаро Кавагучи открито изказва възмущенията си, че японският режисьор целял да изиграе компанията – декорът бил един, но с парите от него можело да се построят сто обикновени декора.
Съзнавайки, че първообразът на портата е различен, в крайна сметка филмовият екип построява вратата по подобие на старинните храмови врати. Декорът се оказва гигантски, което и самия Куросава не е предвиждал. За добиване на представа, режисьорът дава пример с покрива, който ако е бил направен така, че да съответства на реалните си размери, стълбовете на декора нямали да издържат. Затова и екипът построява само половин стряха.
Исторически достоверно щяло да бъде ако от вратата се виждало императорския дворец и диаметрално противоположната порта Шуджакумон. „Даиеи“ обаче не може да осигури такъв участък за снимки. Куросава се задоволява само с един планински декор, мержелеещ се някъде в далечината.

### Влияние от нямото кино
Куросава определя „Рашомон“ като опит за завръщане към забравените изразни средства на нямото кино. Режисьорът избира разказа на Акутагава „В гъсталака“, защото творбата му дава богат материал от символи. Той решава, че особено полезен ще му е френския авангард и смята да си припомни част от филмите от това течение. За нещастие обаче по това време Япония не разполага с филмотеки. На режисьора му се налага да се задоволи с литература за авангарда, от която отчасти си спомня композицията на няколкото гледани от него авангардни филми, за да схване специфичната им естетика.

### Взаимоотношения с актьори
Въпреки сложния и дълбок сюжет, действащите лица във филма са осем. Всички актьори, изпълняващи осемте ролите, са добре познати на Куросава, работил с тях в други свои ленти. Ярко присъствие в актьорския състав правят Тоширо Мифуне и Такаши Шимура. „Рашомон“ е шестият съвместен продукт между тях двамата и пети, под режисурата на Куросава. Кинопроизведението се оказва отправна точка за тяхната световна слава.
Куросава изказва адмирации и за актьорската игра на японската актриса Мачико Кьо. Той окачествява работата ѝ на снимачната площадка като смайваща с усърдието си. Сутринта, още преди режисьора да е станал, Кьо сяда до възглавницата му и го моли да ѝ обясни какво трябва да прави за днес.
Японският режисьор описва взаимоотношенията между него и актьорския екип по време на снимките като много близки. Те непрекъснато дискутират по въпроси, свързани с филма, и дават всичко от себе си, за да се получи добър снимачен процес. Куросава споделя и за леките моменти, когато са се събирали с актьорите на трапеза и са танцували в кръг, под лунното небе, заедно.

### Места за снимки
За да разшири обсега на душевните блуждания в персонажите от филма, Куросава пренася мястото на действието в голяма гора. За външни снимки на своето произведение режисьорът избира полите на планината край Нара и гората от землището на храма Комьоджи, недалеч от Киото. Действието на „Рашомон“ се развива в лятно време и екипа започва работа в знойното лято. Те отсяда в хотел, намиращ се под възвишението Вакакуса. Гората край Нара се оказва пълна с пиявици, които падат по екипа от дърветата, пълзят по краката им и се опитват по всякакъв начин да се впият в кожата. Куросава разказва как снимачните работници поставят бъчва пълна със сол пред хотела и на тръгване за снимки всички обилно са се ръсят с нея по врата, ръцете и краката.
Куросава описва леса края Нара като усамотен планински кът или затулена падина. По това време той изобилства от огромни стари криптомерии и кипариси, а покрай тях се преплитали диви лози, подобно на питони. Режисьорът отива в гората всяка сутрин, за да потърси места за снимки и да се поразходи. По време на тези разходки Куросава забелязва няколко елена и редица прехвърчащи по клоните маймуни.
Снимките край храма Комьоджи започват по време на празника Гион. Куросава определя графика така: в слънчевите дни се работи в гората, а в облачните се снимат сцените под дъжда в декора. Всеки ден екипът работи в горещина от над 30 градуса и някои от членовете получават слънчев удар. Прохлада носи само вятърът и дъждът, които понякога завалява. Куросава описва един ден от снимачния процес така:
| „                                  | Денем снимахме усилено, без да спрем дори за глътка вода, а на връщане се отбивахме в една бирария в квартала Шиджо Каварамачи в Киото, където всеки изпиваше по четири от най-големите халби. Вечеряхме в хотела – без никакъв алкохол, после всеки използваше времето за лични работи, а в десет се събирахме отново и тогава пийвахме уиски. На следващия ден, отпочинали и бодри, отново тръгвахме на снимки. | “ |
| Превод от японски: Ружица Угринова | |   |

На някои места гората край Комьоджи е прекалено гъста и тъмна, затова на екипа му се налага да отсичат някое и друго дърво. Това отначало не се харесва на настоятелят на храма, но после той сам решава да помогне на групата, като гледа с какво усърдие и преданост вършат работата си. Когато Куросава се разделя с настоятеля, той получава от него подарък – ветрилото с надпис на китайски: „Благодат за човешкия род“ – в памет на тяхната среща. От вълнение режисьорът не намира думи, за да отговори.
Поради огромните размери на вратата се оказва много трудно да се направи изкуствен дъжд, който да пада от височина по-голяма от нейната. Куросава и екипа наемат пожарникарска кола и включват крановете на пълна мощност. Камерата обаче е насочена право към небето и дъждовните струи не се виждат. На режисьора му се налага да сложи във водата черна боя.

### Операторска работа
Куросава отдавна желае да работи с оператора Кадзуо Миягава. Режисьорът планува играта на светлина и сенки да стане главното внушение на филма и един от най-големите проблеми по време на снимачния процес е как да се насочи камерата точно срещу слънцето. Дотогава такъв начин на снимане е табу в киното. Смятало се, че слънчевите лъчи, минаващи през лещите, се събират във фокус и могат да изгорят лентата. Миягава обаче смело насочва обектива право срещу слънцето и доказва, че това твърдение е заблуда.
Встъпителната част от филма, в която камерата навлиза между дърветата, Куросава оценява като възхитителна. Въобще цялата работа на Миягава творецът определя за „перфектна“, но забравя да го похвали на глас за това. Едва когато Такаши Шимура, изпратен от оператора, идва да потърси мнение от режисьора, Куросава възкликва, че операторската работа е „превъзходна“.
По-късно във фестивала във Венеция за „Рашомон“ е казано, че това е филмът, в който за първи път камерата наистина влиза в гората. Операторското майсторство на Миягава в лентата се счита за шедьовър в световното черно-бяло кино.

### Музика към филма
Докато Куросава работи по частта с жената, в главата му се върти „Болеро“ на Морис Равел. Той моли композитора на филма Фумио Хаясака да напише болеро за тази сцена. В деня, когато лентата се озвучава, режисьорът и Хаясака са притеснени, дали ще се съчетаят музиката и изображението. В първите кадри болерото звучи тихо, но отчетливо. С напредването на сцената музиката се усилва, но Куросава, притеснен, открива, че звука не си съвпада с картината. В следващия миг нещата се променят: изведнъж образът и музиката се сливат в съвършена хармония. Куросава описва чувството от тези кадри като необясним страх, премесен със странно вълнение. Хаясака също не остава безразличен към усещането и наблюдава ефекта с пребледняло лице. След този момент звукът и образът се разгръщат с пълен унисон. Куросава споделя, че ефектът е станал много по-въздействащ, отколкото е предполагал.

## Отзиви на критиката и признание
Представителката на „Италияфилм“ Джулияна Страмиджиоли гледа „Рашомон“ в Япония и го препоръчва за участие в „Международния кинофестивал във Венеция“. Това става без знанието на Куросава, който през това време търпи неуспехи от следващата си лента „Идиот“ по едноименния роман на Фьодор Достоевски. Режисьорът е изхвърлен от филмовата компания „Шочику“, за които прави следващото си произведение (преди това е снимал „Скандал“ за тях). От „Даиеи“ последва отказ за друг филм и Куросава е почти сринат. Същия ден се опитва да отиде на риба, но въдицата му се счупва. Прибира се вкъщи, потънал в размисления, дали не трябва да почне да си търси нова работа. Неочаквано обаче чува от съпругата си поздравления по случай получената Голяма награда от „Фестивала във Венеция“ за „Рашомон“.
По-късно филмът е удостоен и с наградата „Оскар“ от „Американската академия за филмово изкуство и науки“ за „най-добър чуждестранен филм“. Японската критика преписва тези награди единствено на интереса на Запада към екзотиката на Изтока. След време „Рашомон“ е показан по телевизията. Излъчването е съпроводен с интервю на президента на „Даиеи“, който си приписва цялата заслуга за създаването на кинопродукта. Преди това директорът е силен опонент на лентата както преди направата ѝ, така и след премиерата.

### Награди
- 1951 г. – Приз „Златен лъв на св. Марко“ на Международния кинофестивал във Венеция
- 1951 г. – „Награда на италианската филмова критика“ на Международния кинофестивал във Венеция
- 1951 г. – Приз „Най-добра актриса“ за Мачико Кьо на Майничи Филм Конкурс (Mainichi Film Concours), Токио
- 1951 г. – Приз „Синя лента“ от Блу Рибън Ауърдс (Blue Ribbon Awards), Токио
- 1953 г. – Приз на Нешънъл Борд ъф Ревю, САЩ (National Board of Review, USA)

### Номинации
- 1951 г. – Номинация за „Оскар“ в категорията „Най-добър художник на черно-бял филм“
- 1953 г. – Номинация за „Най-добър чуждестранен филм“ от БАФТА (BAFTA Film Award)
- 1953 г. – Номинация за „Най-добър режисьор“ от Режисьорската гилдия в САЩ (Directors Guild of America, USA)

## Римейк версии
- „Рашомон“ – американски телевизионен филм от 1960 г., на режисьора Сидни Лъмет. Базиран на пиесата на Фей и Майкъл Канин, която представлява драматична интерпретация по произведението на Куросава. Филмът е излъчен по американската програма „Play of the Week“ на 12 декември 1960 и в него взимат участие актьорите: Каръл Уорънс, Джеймс Мичъл и Рикардо Монталбан.
- „Насилието“ – американски филм от 1964, който по подобие на предшестващия го „Великолепната седморка“, (римейк на друга творба на Куросава – „Седемте самураи“ е уестърн отговор на „Рашомон“. Действието е пренесено в Далечния Запад, а персонажи съответно са типичните за тази обстановка лица. Сценарият, дело на Майкъл Канин, се основава на двата разказа на Акутагава, сценария на Куросава и Хашимото и пиесата на Фей и Майкъл Канин. Режисурата е поверена на Мартин Рит с актьорски състав плеяда холивудски знаменитости: Пол Нюман, Едуард Г. Робинсън и Уилям Шатнър.

## DVD и Blu-Ray издания
Филмът е издаден от американския видеодистрибутор „The Criterion Collection“ на DVD на 26 март 2002 г. и на Blu-Ray 6 ноември 2012 г.

### Цитирани източници
1. 1 2 3 4  Куросава 1989, с. 291.
2. ↑  Полак, Славомир, Познански, Роман, Скарус, Анджей. Енциклопедия за кино, видео и телевизионни филми.   Пловдив, „Комплекс“, 1991. с. 279.
3. ↑  XII Mostra internazionale d’arte cinematografica //  labiennale.org.   1951. Посетен на 20 януари 2015. The grand prize Lion of Saint Mark went that year to the Japanese film Rashomon (на английски)
4. ↑  The 24th Academy Awards //   oscars.org. Посетен на 20 януари 2015. (на английски)
5. 1 2  Майсторът на ковчези //  books.google.bg.   Посетен на 1 февруари 2015. Имената са взети от разказа. Във филма имената на персонажите не са споменати
6. ↑  Куросава 1989, с. 289 – 290.
7. ↑  Куросава 1989, с. 290.
8. ↑  Куросава 1989, с. 287.
9. ↑  Куросава 1989, с. 291 – 292.
10. 1 2  Куросава 1989, с. 292.
11. ↑  Куросава 1989, с. 287 – 288.
12. ↑  Куросава 1989, с. 288.
13. 1 2 3  Куросава 1989, с. 295.
14. ↑  Куросава 1989, с. 288 – 289.
15. ↑  Куросава 1989, с. 290 – 291.
16. ↑  Куросава 1989, с. 292 – 293.
17. 1 2  Куросава 1989, с. 293.
18. 1 2 3  Куросава 1989, с. 294.
19. ↑  Куросава 1989, с. 293 – 294.
20. ↑  Куросава 1989, с. 294 – 295.
21. ↑  Куросава 1989, с. 295 – 296.
22. 1 2  Куросава 1989, с. 296.
23. ↑  Куросава 1989, с. 297.
24. ↑  Куросава 1989, с. 297 – 298.
25. ↑  Куросава 1989, с. 298 – 299.
26. ↑  Rashomon (The Criterion Collection) //   amazon.com. Посетен на 6 май 2015. (на английски)
27. ↑  Rashomon (The Criterion Collection) [Blu-ray] //   amazon.com. Посетен на 6 май 2015. (на английски)